# Masako Hozumi
Masako Hozumi (Japans: 穂積 雅子`, Hozumi Masako) (Fukushima, 11 september 1986) is een Japans oud-langebaanschaatsster. Ze was gespecialiseerd in de middellange en lange schaatsafstanden.

## Biografie
Haar internationaal debuut maakte Hozumi bij de WK junioren 2005 waar ze 7e in het klassement werd en 5e in de ploegachtervolging. Ze nam ook deel aan de editie van 2006, hier werd ze 9e in het klassement en veroverde in de ploegachtervolging de bronzen medaille.
In 2007 behaalde ze brons bij de Nationale afstandskampioenschappen op de 3000 meter. Bij de Aziatische Winterspelen 2007 behaalde ze op de 1500 meter de vijfde plaats en op 3000 meter won ze de zilveren medaille. Dit was haar eerste internationale succesje.
In 2007 werd Hozumi 4e op het WK kwalificatietoernooi voor Azië (het Aziatische kwalificatietoernooi voor de WK Allround) en nam daarop deel aan het WK Allround, hier kwalificeerde ze zich niet voor de afsluitende vierde afstand en eindigde als negentiende in het klassement. In 2008 werd ze 7e en viel ze buiten de WK boot. Het Kampioenschap van 2009 won ze, en nam daarop voor de tweede keer deel aan het WK waar ze op de 4e plaats eindigde. In 2010 zegevierde ze voor de tweede maal op dit toernooi, op het WK eindigde ze als 22e. Op het toernooi van 2011 werd ze tweede achter landgenote Eriko Ishino.
Op 22 april 2014 liet Hozumi weten te stoppen met de schaatssport. Haar optreden tijdens de Olympische Winterspelen in Sochi waren haar laatste wedstrijden.

## Persoonlijke records
| Afstand    | Tijd    | Datum            | Baan           |
| ---------- | ------- | ---------------- | -------------- |
| 500 meter  | 40,74   | 12 februari 2011 | Calgary        |
| 1000 meter | 1.19,77 | 12 augustus 2006 | Calgary        |
| 1500 meter | 1.56,00 | 19 februari 2011 | Salt Lake City |
| 3000 meter | 4.01,87 | 11 december 2009 | Salt Lake City |
| 5000 meter | 6.56,35 | 13 februari 2011 | Calgary        |

## Resultaten
| Jaar | NK Allround           | NK Sprint                | NK Afstanden             | CK Azië              | WK Allround            | WK Afstanden                                    | Olympische Spelen                   | WK Junioren        |
| ---- | --------------------- | ------------------------ | ------------------------ | -------------------- | ---------------------- | ----------------------------------------------- | ----------------------------------- | ------------------ |
| 2004 | 7e (13e, 7e, 11e, 7e) |                          | 15e 1500m 9e 3000m       |                      |                        |                                                 |                                     |                    |
| 2005 | 7e (9e, 12e, 5e, 8e)  |                          | 15e 1500m 11e 3000m      |                      |                        |                                                 | 7e 5e achtervolging                 |                    |
| 2006 | 8e (16e, 8e, 8e, 6e)  | 19e (30e, 14e, 25e, 11e) | 7e 1500m 8e 3000m        |                      |                        |                                                 |                                     | 9e · achtervolging |
| 2007 | · (5e, , , )          | 16e (20e, 9e, 28e, 14e)  | 6e 1500m · 3000m         | 4e · (8e, , 4e, )    | NC19 (19e, 17e, 18e)   | 13e 1500m 19e 3000m 16e 5000m 6e achtervolging  |                                     |                    |
| 2008 | · (, , 4e, )          | 17e (26e, 14e, 28e, 10e) | 6e 1500m · 3000m         | 8e (10e, 6e, 9e, 6e) |                        | 14e 1500m 9e 3000m 7e 5000m 4e achtervolging    |                                     |                    |
| 2009 | · 7e, 5e, , )         | 17e (27e, 9e, 29e, 4e)   | 6e 1000m · 1500m · 3000m | · (, )               | 4e · (16e, 8e, 5e, )   | 12e 1500m · 6e 3000m · 6e 5000m · achtervolging |                                     |                    |
| 2010 |                       |                          | 7e 1000m · 1500m · 3000m | · (6e, , )           | NC22 (21e, 14e, 20e)   |                                                 | 6e 3000m · 7e 5000m · achtervolging |                    |
| 2011 | · (17e, , )           |                          | 1500m · 3000m            | · (7e, , )           | 11e · (22e, 16e, 5e, ) | 15e 1500m 4e 5000m 4eachtervolging              |                                     |                    |
| 2012 |                       |                          | 7e 1500m · 3000m         |                      |                        | 15e 3000m 11e 5000m 7e achtervolging            |                                     |                    |
| 2013 | · (21e, , )           |                          | 6e 1500m · 3000m         | · (7e, , )           | 8e (23e, 7e, 16e, 4e)  | 10e 3000m 10e 5000m 7e achtervolging            |                                     |                    |

### Medaillespiegel
| Kampioenschap          | Goud | Zilver | Brons |
| ---------------------- | ---- | ------ | ----- |
| NK Allround Klassement | 2    | 1      | 2     |
| NK Allround Afstanden  | 4    | 4      | 6     |
| NK Afstanden           | 3    | 2      | 5     |
| CK Azië Klassement     | 3    | 1      | 0     |
| CK Azië Afstanden      | 10   | 3      | 2     |
| WK Allround afstanden  | 0    | 1      | 1     |
| WK Afstanden           | 0    | 0      | 1     |
| Olympische Spelen      | 0    | 1      | 0     |
| WK Junioren            | 0    | 0      | 1     |